# Funktionalstilistik
Unter Funktionalstilistik ist derjenige Zweig der linguistischen Stilistik zu verstehen, der sich der Beobachtung und theoretischen Begründung der Funktionalstile widmet. Funktionalstile sind dabei die spezifischen Verwendungsweisen von Sprache, die sich in einer Sprachgemeinschaft unter bestimmten Kommunikationsbedingungen ergeben. So ist generell festzustellen, dass sich die Ausdrucksweisen der Alltagssprache von denen der Sprache der Wissenschaft unterscheiden. Da also Funktionalstile sich in Abhängigkeit von den Kommunikationsbereichen entwickeln, sprechen Fleischer, Michel und Starke lieber von Bereichsstilen.

## Funktionalstile

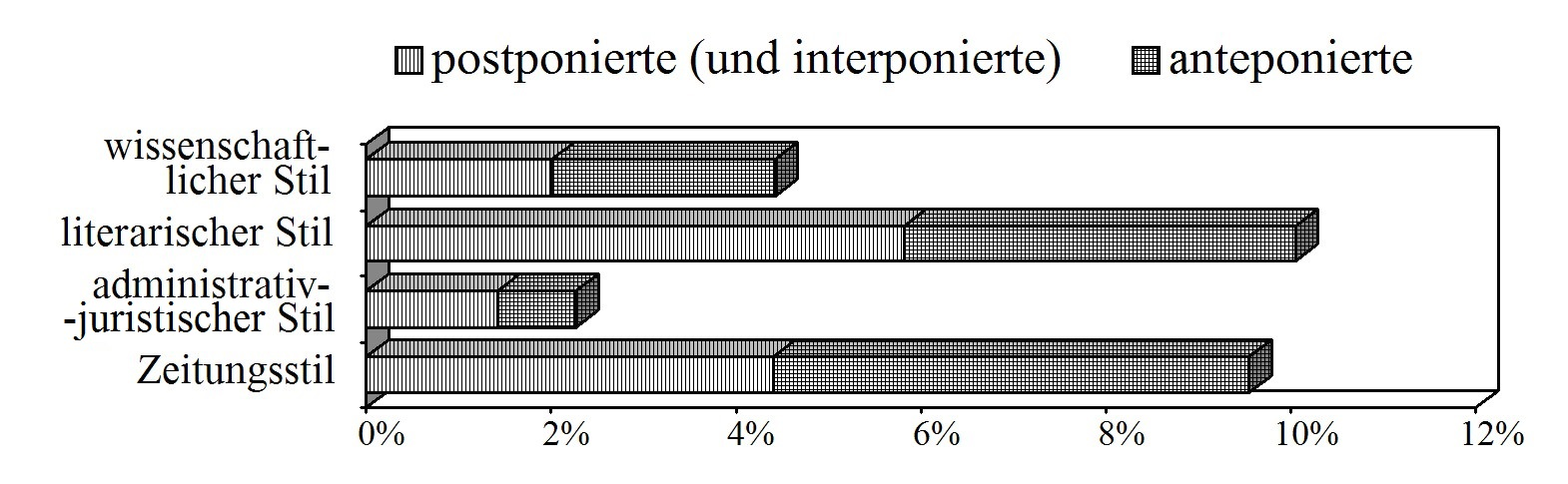
Vorkommenshäufigkeit von freien Relativsätzen (2–10%) in einem Korpus von Relativsätzen im Serbokroatischen

Die Funktionalstilistik ist aus der Prager und der sowjetischen funktionalistischen Linguistik (Elise Riesel) hervorgegangen. Sie stellt fest, dass sich in einer Sprachgemeinschaft in unterschiedlichen Kommunikationsbereichen verschiedene typische Ausdrucksweisen, Stile, entwickeln. Insgesamt werden 4 bis 5 solcher Kommunikationsbereiche angenommen: die Kommunikation im Alltag, in Presse und Publizistik, in der Wissenschaft, im öffentlichen Verkehr (= Stil der Behörden und Gerichte) und in der Belletristik. Abgrenzung, Benennung und Zahl dieser Stile unterscheiden sich bei den verschiedenen Autoren. Untersuchungen zu stilistischen Phänomenen orientieren sich oft an einem der Modelle der Funktionalstilistik.